# Acrocercops symmetropa
Acrocercops symmetropa är en fjärilsart som beskrevs av Edward Meyrick 1939. Acrocercops symmetropa ingår i släktet Acrocercops och familjen styltmalar. Inga underarter finns listade i Catalogue of Life.